# Liphyra niepelti
Liphyra niepelti är en fjärilsart som beskrevs av Embrik Strand 1922. Liphyra niepelti ingår i släktet Liphyra och familjen juvelvingar. Inga underarter finns listade i Catalogue of Life.